# Red Wing, Minnesota
Red Wing, Minnesota là một thành phố nằm ở quận Goodhue thuộc tiểu bang Minnesota, Hoa Kỳ. Thành phố có diện tích 107,1  km² với diện tích mặt nước là 15,5  km², dân số theo ước tính năm 2000 của Cục điều tra dân số Hoa Kỳ là 13.116 người.